# Giovanni-Maria Velmazio
Giovanni-Maria Velmazio, (Bagnacavallo, près de Ferrare), est un poète et philosophe italien du XVIe siècle.
Il est l'auteur d'un important recueil de poèmes néolatins.

## Publications
- Veteris et novi testamenti opus singulare, ac plane Divinum... Venise, 1538. Très beau livre illustré vénitien avec des scènes bibliques. Il avait déjà été employé, au format in-folio, pour la traduction de la Bible donnée par Antonio Giunta en 1532. Le livre VI conte l'histoire du père Noé, l'ancêtre de tous les ivrognes. Les bois sont tous des sujets d'inspiration biblique, à l'exception d'un qui représente Ovide, Virgile et Didon. Les deux autres bois sont une Crucifixion et une Élévation. Brunet indique que "les gravures sur bois sont d'une beauté remarquable et doivent lui faire trouver place parmi les livres précieux".